# François Brisson
Pour les personnes ayant le même patronyme, voir Brisson.
François Brisson est un footballeur international puis entraîneur français né le 9 avril 1958 à Saintes (Charente-Maritime). Il évolue au poste d'attaquant du milieu des années 1970 au début des années 1990. Son frère jumeau, Gilles, est également footballeur.
Il est formé au Paris Saint-Germain puis évolue notamment au Stade lavallois, au RC Lens et au Lille OSC. Il compte deux sélections en équipe de France et remporte avec l'équipe de France olympique le tournoi de football des Jeux olympiques de 1984.
Il devient ensuite entraineur et dirige le Montauban FC, le RC Lens et le Nîmes Olympique. Il occupe depuis 2006 un poste au sein de l'équipe recrutement de l'Olympique de Marseille.

## Biographie

### Les années Paris Saint-Germain
François Brisson commence le football, à l'âge de 10 ans, à l'AS Bourg La Reine, club de la ville où ses parents ont emménagé peu de temps après la naissance des jumeaux François et Gilles. Alors qu'il est en classe de première, il réussit le concours d'entrée au centre de formation du Paris Saint-Germain. Il fait ses débuts en équipe professionnelle le 21 décembre 1975 lors d'un match au Parc des Princes qui se conclut sur la défaite, trois buts à deux, des Parisiens sur le Stade de Reims. Il voit son temps de jeu augmenter et il est alors appelé en équipe de France juniors par Henri Guérin. Il remporte avec les « Bleuets » le Tournoi de Toulon en fin de saison 1977 puis dispute la première Coupe du monde juniors. Il ne joue pas le premier match contre l'Espagne, mais il joue les deux matchs suivants face à la Tunisie et au Mexique. La France est cependant éliminée au premier tour de la compétition.
En championnat, le nouvel entraîneur du club parisien, l'ancien international Jean-Michel Larqué en fait un titulaire au poste de milieu de terrain et il dispute 33 matchs sur 38 de la saison 1977-1978. Il signe son premier contrat professionnel à l'été 1978. La saison suivante, le successeur de Larqué, Velibor Vasović lui offre moins de temps de jeu et il se met de lui-même à l'écart de l'équipe. Il dit sur cet épisode « Mes problèmes avec Vasovic, je les ai créé moi même, en réagissant mal, en n'étant pas suffisamment patient. J'avais envie de jouer et je n’ai pas supporté d'être mis sur la touche ».
François Brisson demande alors à être prêté et il rejoint le Stade lavallois lors de la saison 1979-1980. Avec Michel Le Milinaire comme entraîneur, il retrouve le plaisir de jouer et inscrit dix buts en championnat, son coéquipier Erwin Kostedde terminant meilleur buteur avec 21 buts inscrits. De retour dans le club parisien, malgré des propositions de transferts provenant du champion en titre, le Racing Club de Strasbourg, et de l'AS Saint-Étienne, il est titulaire en début de saison mais perd ensuite la confiance de Georges Peyroche et redevient remplaçant.

### Le Racing club de Lens et l'or olympique

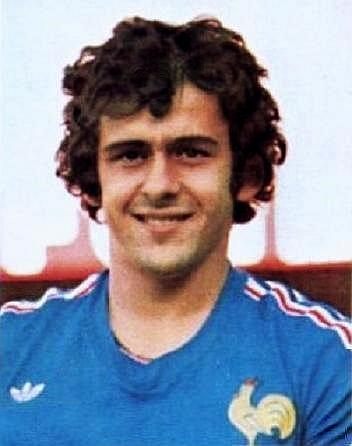
Pour ses débuts en Bleu, François Brisson offre une passe décisive à Michel Platini.

En 1981, il est transféré au RC Lens qui rachète sa dernière année de contrat. En fin de saison, Les « sang et or » terminent 13e du championnat. L'année suivante, Gérard Houllier devient entraîneur du club et les Lensois, menés par Philippe Vercruysse et l'attaque Xuereb-Ogaza-Brisson, terminent 4e du championnat se qualifiant ainsi pour la coupe de l'UEFA. Le journaliste Jean-Philippe Rethaker dit alors de lui « A 20 ans, François Brisson, était déjà un grand espoir du football national, mais au PSG où il débuta tout jeune, on ne sut ni ne put le garder en raison de la concurrence avec Mustapha Dahleb. Ailier gauche redoutable, aux dribbles de débordement et aux centres meurtriers, François Brisson aura pu s'épanouir totalement au RC Lens, au point de devenir international au cours de la saison 1982-1983 ». Cette première sélection a lieu le 10 novembre 1982 face aux Pays-Bas. Le sélectionneur Michel Hidalgo le fait entrer à la 68e minute du match en remplacement de Jean-Marc Ferratge et, à la 81e minute, il effectue sur coup franc un passe décisive à Michel Platini. Les Français s'imposent deux buts à un dans ce match amical disputé au Feijenoord Stadion. Le 23 avril, Henri Michel le sélectionne en équipe de France olympique pour disputer face à la Belgique, le second match des qualifications aux Jeux olympiques de 1984. Les Français l'emporte sur le score de deux buts à zéro.
En 1983-1984, Les Lensois commencent la saison par quatre victoires de suite mais réalisent ensuite une saison en dents de scie terminant 13e de division 1. François Brisson termine meilleur buteur du club en inscrivant 17 buts. En Coupe UEFA, le RC Lens n'est opposé qu'à des clubs belges. Après avoir éliminé La Gantoise et Royal Antwerp FC, contre lesquels François Brisson marque un but, les Lensois sont éliminés au stade des huitièmes de finale par le futur finaliste de l'épreuve, le RSC Anderlecht. Avec les Olympiques, il remporte le sous-groupe B des qualifications devant l'Espagne et la Belgique mais ne dispute pas la finale de qualification face à la RFA où les Français s'imposent deux buts à un au terme des deux matchs.

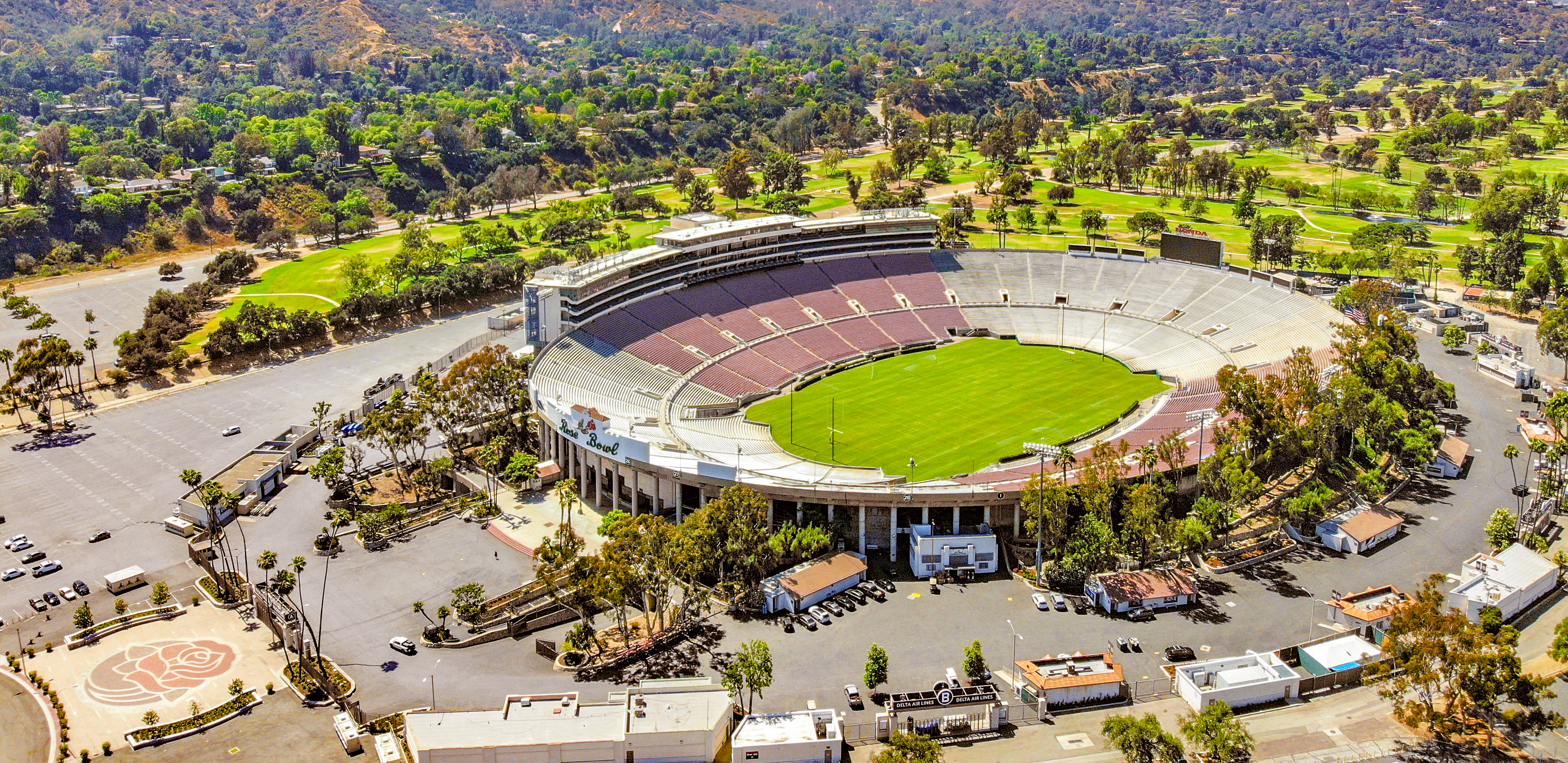
Devant plus de 100000 spectateurs, Brisson décroche l'or olympique au Rose Bowl de Pasadena.

Sélectionné pour les Jeux olympiques avec ses coéquipiers Didier Sénac et Daniel Xuereb, François Brisson n'est pas retenu pour disputer le premier match face au Qatar. Titulaire face à la Norvège, il inscrit un doublé et les Français s'imposent deux à un. Il ne quitte plus l'équipe type et en finale, les Français sont opposés au Brésil, qui est le Sport Club Internacional de Porto Alegre renforcé. Le match disputé au Rose Bowl Stadium de Pasadena devant 101 799 spectateurs voit les Français remporter l'or olympique après une victoire deux buts à zéro. François Brisson ouvre le score pour les Français de la tête à la 55e minute,. C'est le second triomphe bleu de l'année après la victoire lors du championnat d'Europe.
En 1984-1985, les Lensois terminent septième du championnat. François Brisson connait alors sa seconde sélection en équipe de France, le 13 octobre 1984, en match de qualification à la coupe du monde face au Luxembourg. Henri Michel le fait débuter aux côtés de Yannick Stopyra à la pointe de l’attaque tricolore. Il est remplacé à la 72e minute par Philippe Anziani dans un match que les « Bleus » remportent quatre buts à zéro. Ce match est sa dernière apparition sous les couleurs tricolores.

### Fin de carrière
François Brisson quitte le club lensois et signe au RC Strasbourg pour la saison 1985-1986. Les Strasbourgeois terminent à la 19e place et sont relégués en Division 2. Il ne reste pas dans le club alsacien et s'engage en 1986 à l'Olympique de Marseille. En concurrence avec Abdoulaye Diallo et Patrick Cubaynes pour soutenir en attaque Jean-Pierre Papin, il dispute 27 rencontres du championnat. Les Marseillais terminent vice-champion de France derrière les Girondins de Bordeaux, adversaire qu'il retrouve en finale de la Coupe de France, François Brisson ne dispute cependant pas cette rencontre qui voit les Girondins s'imposer sur le score de deux buts à zéro. La saison suivante, après quatre matchs disputés sous les couleurs olympiennes, il revient au Stade lavallois le 15 octobre 1987. Le club mayennais termine 14e du championnat mais se retrouve relégué en Division 2 l'année d'après. En 2002, les supporters lavallois l'éliront dans les 22 joueurs du siècle du club mayennais.
En fin de contrat en 1989, François Brisson signe pour trois saisons à l'Olympique lyonnais qui vient de retrouver la Division 1 après six ans en D2. Il ne reste cependant qu'un an dans le club lyonnais et en 1991, il rejoint le Lille OSC où il met fin à sa carrière professionnelle en 1993.
En 2022, le magazine So Foot le classe dans le top 1000 des meilleurs joueurs du championnat de France, à la 221e place.

### Entraîneur
François Brisson devient, en cours de saison 1994, entraîneur-joueur du Montauban FC et dès sa première saison au club remporte le champion de Midi-Pyrénées de division d'honneur. L'année suivante, les Montalbanais sont proches de leur seconde accession consécutive. Ils s'inclinent, sur le score de deux à un, en barrage d'accession au National 2 face au Limoges FC. En 1995-1996, le club termine premier de son groupe puis, en phase finale à Sapiac, remporte le titre de champion de France de National 3 en battant trois buts à un le Stade beaucairois de Michel Estevan. François Brisson déclare alors « Ce titre n’a rien d’anormal ou d’extraordinaire ; on a accumulé de l’expérience en 3 ans. Elle est moins flamboyante que la précédente mais elle est plus solide et plus forte mentalement ».

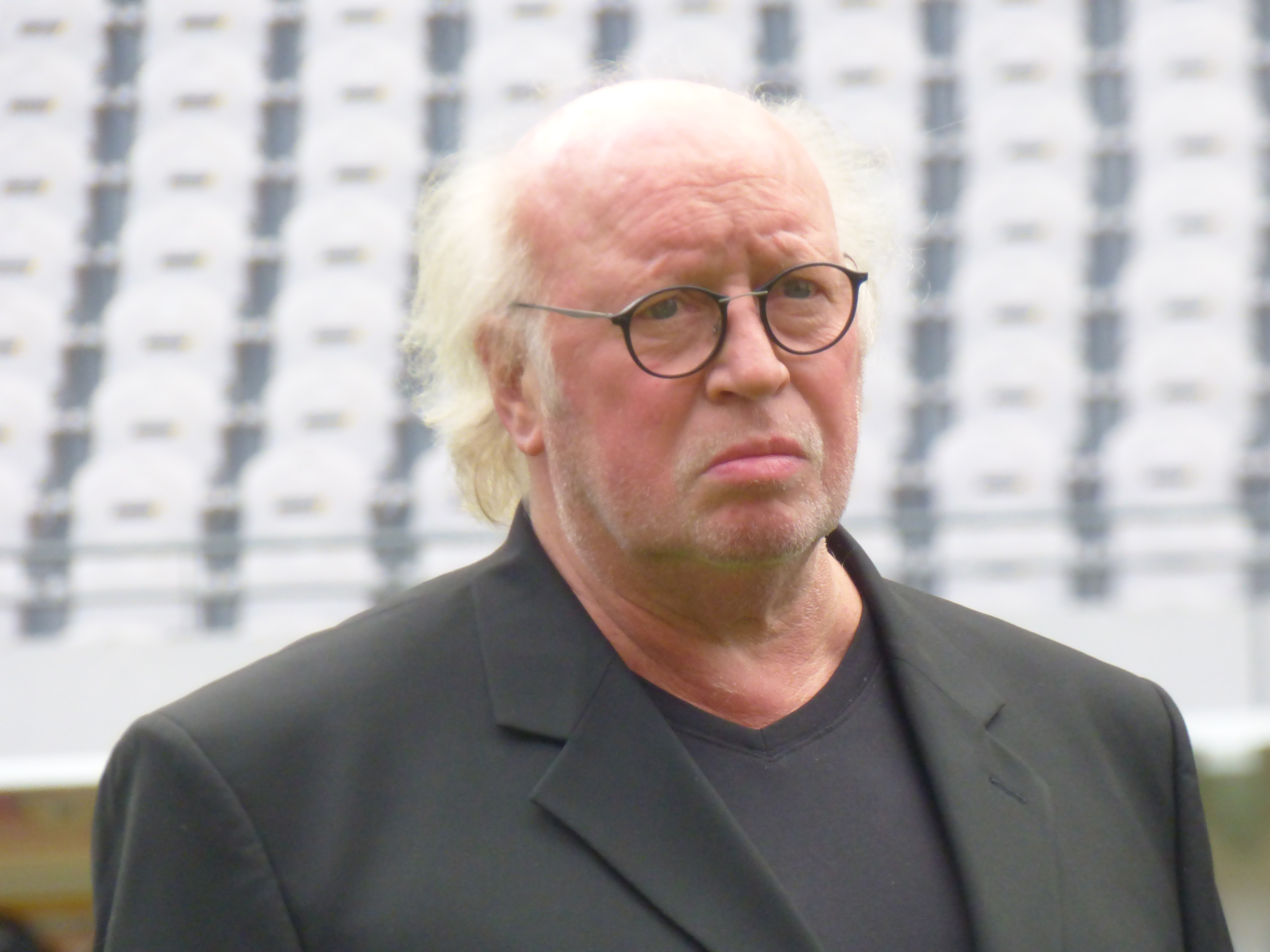
Avec Daniel Leclercq, François Brisson est champion de France en 1998.

Après une dernière saison avec les « bleu et jaune », le Racing Club de Lens le contacte en 1997. Il revient alors « dans [son] club » pour devenir l'adjoint de Daniel Leclercq. Avec ce duo, le club remporte le championnat pour la première fois de son histoire en 1998 et la Coupe de la Ligue en 1999. Le 1er octobre 1999, Daniel Leclercq est démis de ses fonctions à la suite d'une série de mauvais résultats et François Brisson devient entraîneur de l'équipe première. Les dirigeants lui donnent cinq matchs pour redresser la situation d'un club alors 18e et dernier. Après deux défaites initiales, les « sang et or » terminent finalement cinquièmes du championnat. Sous ses ordres, les Lensois atteignent également les demi-finale de la coupe UEFA après avoir éliminé notamment le FC Kaiserslautern, l'Atlético de Madrid et le Celta de Vigo. Ils s'inclinent à ce stade de la compétition face au Arsenal FC sur le score de trois buts à un sur les deux matchs. En fin de saison, il quitte ses fonctions d'entraîneur avec « la volonté de prendre du recul après une saison éprouvante ». Il rejoint alors la cellule sportive du club lensois et devient superviseur des équipes adverses de 2000 à 2002.
Il revient sur le banc d'entraîneur en 2002 au Nîmes Olympique, club venant d'être relégué en National et connaissant des difficultés financières. À la suite d'une série de mauvais résultats, il est licencié en mars 2003. Il reste alors quatre ans au chômage malgré des contacts avec des clubs comme l'US Créteil en 2002 ou le RAEC de Mons en 2004.
François Brisson est engagé en 2006 par l'Olympique de Marseille pour prendre en charge la cellule de recrutement du club. Sa mission au sein du club marseillais est actuellement de superviser les futurs adversaires.

## Palmarès
François Brisson dispute 547 matchs et marque 117 buts durant sa carrière professionnelle en club dont 103 en championnat de France. Il termine vice-champion de France en 1987 avec l'Olympique de Marseille.
En équipe de France, il compte deux sélections mais ne dispute aucun compétition internationale. Avec l'équipe de France olympique, il est sélectionné à 9 occasions et a inscrit trois buts. Il est médaillé d'or aux Jeux olympiques 1984. Il remporte également avec l'équipe de France espoirs le Tournoi de Toulon en 1977.
Au poste d'entraîneur, il est, avec le Montauban FC, champion de Midi-Pyrénées de division d'honneur en 1994 puis champion de France de National 3 en 1996.
En tant qu'entraîneur-adjoint, il remporte avec le Racing Club de Lens, le championnat de France en 1998 et la Coupe de la Ligue en 1999 puis en tant qu'entraîneur principal, il est demi-finaliste de la coupe UEFA en 2000.

## Distinctions
- Trophées UNFP 2024 : trophée d'honneur pour l'ensemble du groupe, à l'occasion du 40e anniversaire de la victoire de l'équipe de France olympique aux Jeux olympiques d'été de 1984[32],[33].

## Statistiques
Le tableau ci-dessous résume les statistiques en match officiel de François Brisson durant sa carrière de joueur professionnel,.
| Saison           | Club                   | Pays   | Championnat | Championnat | Championnat | Coupes nationales | Coupes nationales | Coupe d'Europe | Coupe d'Europe | Coupe d'Europe | Sélection | Sélection |
| Saison           | Club                   | Pays   | Division    | Matchs      | Buts        | Matchs            | Buts              | Type           | Matchs         | Buts           | Matchs    | Buts      |
| ---------------- | ---------------------- | ------ | ----------- | ----------- | ----------- | ----------------- | ----------------- | -------------- | -------------- | -------------- | --------- | --------- |
| 1975 - 1976      | Paris SG               | France | Division 1  | 1           | 0           | 1                 | 0                 | -              | -              | -              | -         | -         |
| 1976 - 1977      | Paris SG               | France | Division 1  | 7           | 0           | -                 | -                 | -              | -              | -              | -         | -         |
| 1977 - 1978      | Paris SG               | France | Division 1  | 33          | 4           | 3                 | 1                 | -              | -              | -              | -         | -         |
| 1978 - 1979      | Paris SG               | France | Division 1  | 23          | 2           | 1                 | 0                 | -              | -              | -              | -         | -         |
| 1979 - 1980      | Stade lavallois        | France | Division 1  | 38          | 10          | 1                 | 0                 | -              | -              | -              | -         | -         |
| 1980 - 1981      | Paris SG               | France | Division 1  | 17          | 0           | 1                 | 0                 | -              | -              | -              | -         | -         |
| 1981 - 1982      | RC Lens                | France | Division 1  | 31          | 2           | 1                 | 1                 | -              | -              | -              | -         | -         |
| 1982 - 1983      | RC Lens                | France | Division 1  | 38          | 10          | 3                 | 1                 | -              | -              | -              | 1         | 0         |
| 1983 - 1984      | RC Lens                | France | Division 1  | 38          | 17          | 7                 | 2                 | C3             | 6              | 1              | -         | -         |
| 1984 - 1985      | RC Lens                | France | Division 1  | 36          | 11          | 4                 | 1                 | -              | -              | -              | 1         | 0         |
| 1985 - 1986      | RC Strasbourg          | France | Division 1  | 38          | 10          | 5                 | 2                 | -              | -              | -              | -         | -         |
| 1986 - 1987      | Olympique de Marseille | France | Division 1  | 27          | 1           | 3                 | 1                 | -              | -              | -              | -         | -         |
| oct. 1987        | Olympique de Marseille | France | Division 1  | 4           | 0           | -                 | -                 | -              | -              | -              | -         | -         |
| oct. 1987 - 1988 | Stade lavallois        | France | Division 1  | 20          | 4           | 1                 | 0                 | -              | -              | -              | -         | -         |
| 1988 - 1989      | Stade lavallois        | France | Division 1  | 38          | 8           | 1                 | 0                 | -              | -              | -              | -         | -         |
| 1989 - 1990      | Olympique lyonnais     | France | Division 1  | 28          | 7           | -                 | -                 | -              | -              | -              | -         | -         |
| 1990 - 1991      | Lille OSC              | France | Division 1  | 28          | 10          | 2                 | 3                 | -              | -              | -              | -         | -         |
| 1991 - 1992      | Lille OSC              | France | Division 1  | 38          | 5           | 1                 | 1                 | -              | -              | -              | -         | -         |
| 1992 - 1993      | Lille OSC              | France | Division 1  | 22          | 2           | 1                 | 0                 | -              | -              | -              | -         | -         |
| Total            | Total                  | Total  | Total       | 505         | 103         | 36                | 13                | -              | 6              | 1              | 2         | 0         |